# Adh-Dhàhir ibn Salah-ad-Din
Al-Màlik adh-Dhàhir Ghiyath-ad-Din Ghazi ibn Salah-ad-Din —àrab: الملك الظاهر غياث الدين غازي بن صلاح الدين, al-Malik aẓ-Ẓāhir Ḡiyāṯ ad-Dīn Ḡāzī b. Salāḥ ad-Dīn—, més conegut com adh-Dhàhir Ghazi (abril de 1173 - 4 d'octubre de 1216) fou sobirà aiúbida d'Alep, tercer fill de Saladí.
L'estiu de 1183, després de la conquesta d'Alep, Saladí va nomenar el seu fill adh-Dhàhir com a regent nominal (només tenia 10 anys) sota tutela d'un amir. Però poc després, el novembre/desembre, va reorganitzar els governs i va donar Alep al seu germà al-Àdil i adh-Dhàhir va tornar a la cort del pare. El 1186, després de la submissió de la Jazira, es van tornar a reorganitzar els govern i, a petició d'al-Àdil, Alep fou aquesta vegada per adh-Dhàhir (agost de 1186). Al-Àdil va anar a Egipte on en absència de Saladí i sent menor el fill al-Aziz, va exercir àmplies prerrogatives de govern. El jove va participar al costat del seu pare en les campanyes contra els croats el 1188 i va mostrar bones capacitats; el seu oncle al-Àdil hi va participar igualment (i va rebre els governs de Kerak i Balka). El 1192 a causa dels desordres ocasionats per les campanyes d'iniciativa personal d'al-Mudhàffar Taqí-d-Din Úmar a la Jazira i el Diyar Bakr, fou nomenat governador d'aquests dues províncies sense perdre el govern de Kerak i Balka.
A la mort de Saladí la nit del 3 al 4 de març de 1193 va estendre el seu control sobre els territoris de la Jazira fins a la frontera de Cilícia (Regne Armeni de Cilícia) i el principat d'Antioquia a l'oest, seguint al sud el principat d'Hama. Izz-ad-Din Massud I es va revoltar a Mossul (amb suport de l'emir de Sindjar i dels ortúquides de la Jezira) i adh-Dhàhir va donar suport a al-Àdil per combatre la rebel·lió. Després en les disputes entre els fills de Saladí, al-Àfdal de Damasc i al-Aziz d'Egipte, va donar suport inicialment a al-Àfdal que tenia el suport d'al-Àdil (1194) però finalment, quan la incapacitat d'al-Àfdal fou notòria, es va decantar per al-Aziz. Al-Àfdal encara tenia el suport d'al-Àdil, i aquest va negociar un acord d'statu quo. Però poc després al-Àdil va donar suport a al-Aziz i llavors adh-Dhàhir es va posar al costat d'al-Àfdal. Al-Àdil es va imposar i al-Aziz va consolidar el poder suprem a Egipte mentre que a al-Àfdal li va ocupar Damasc (3 de juliol de 1196) i va prendre el govern del territori (que al-Àfdal tenia nominalment subordinat a al-Aziz), que al-Àdil va exercir personalment. Adh-Dhàhir fou confirmat en les seves possessions. L'octubre de 1197, Amalric de Lusignan va ocupar Beirut i Bohemon III d'Antioquia amenaçava els ports de Lataquia i Jableh; llavors adh-Dhàhir va destruir els dos port i encara que Bohemon va poder ocupar les dues poblacions, ja no tenien cap avantatge i les va abandonar aviat.
Al-Aziz va morir el 29 de novembre de 1198 i altre cop van esclatar lluites. Adh-Dhàhir va donar suport a al-Àfdal que havia estat cridat a Egipte pels oficials, i s'havia imposat com a regent d'Egipte en nom del seu nebot, un infant de 10 anys anomenat al-Mansur ibn al-Aziz (Malik al-Mansur Muhammad ibn al-Aziz). Al-Àfdal va atacar Damasc (a partir del 14 de juny de 1199) i al-Àdil, que estava assetjant Mardin, va haver d'abandonar el setge per anar a defensar la capital del seu feu (1199). El juny de 1199 adh-Dhàhir es va unir a les forces d'al-Àfdal, però finalment la coalició es va dissoldre per les hàbils maniobres d'al-Àdil i el setge de Damasc fou aixecat (desembre de 1199); llavors al-Àdil es va emparar del poder al Caire i va deposar al-Mansur, esdevenint ell mateix sultà suprem; al mateix temps al-Àfdal era reconegut com a sultà pel sobirà d'Alep i la Jazira i els seus aliats al nord de Mesopotàmia. Adh-Dhàhir va consolidar la seva posició atacant i conquerint algunes viles al nord dels seus dominis (va recuperar Lataquia i Jableh i va reconstruir la fortalesa de Lataquia) i atacant Hama al sud, governada per al-Mansur Muhàmmad ibn Taqí-d-Din Umar fill d'un altra germà de Saladí. L'agost del 1201 adh-Dhàhir i al-Àfdal van assetjar Damasc altre cop, durant més d'un mes, però no van aconseguir ocupar-la. Finalment el març de 1202 adh-Dhàhir va retornar a Alep i va reconèixer la sobirania d'al-Àdil com a sultà suprem, i el seu domini va quedar reduït a Alep amb la Síria del nord, però des de llavors es va mostrar fidel. dh-DhàÀfdal va conservar Mayyafarikin i Samòsata (va morir a Sumaysat el 1225).
Bohemon III d'Antioquia va morir el 1201 deixant una successió disputada entre Ramon Rupen, fill del seu fill gran Ramon IV (ja difunt) i el seu fill segon Bohemon IV; el primer va aconseguir el suport del seu oncle Lleó II d'Armènia Menor i va apartar a Bohemon, però aquest va demanar ajut a adh-Dhàhir; aquest va marxar a Antioquia que Ramon Rupen i Lleó II van haver d'evacuar. El 1202 la quarta croada es va desviar cap a Constantinoble; alguns croats no van seguir als venecians i van anar a Palestina com Renard II de Dammartin, amb 300 cavallers amb els quals va desembarcar a Sant Joan d'Acre; volia enfrontar als musulmans però el rei Amalric II de Jerusalem li va prohibir, i irritat va decidir oferir els seus serveis al príncep d'Antioquia; per arribar al principat havia de creuar per terres d'adh-Dhàhir però no va demanar permís; el governador de Gabala (Jabala o Jableh) el va acollir correctament però el governador de Lataquia el va fer caure en una emboscada i els va matar a tots.
El 1206 el rei Lleó II d'Armènia Menor va derrotar adh-Dhàhir en una batalla a Amq, però no es va poder assegurar cap avantatge decisiva contra Alep que tenia l'aliança de Bohemon IV d'Antioquia i II de Trípoli i que va fer reforçar les guarnicions de la regió impedint a Lleó d'aprofitar la victòria. El 1207 els francs/croats van atacar Homs on governava l'aiubita al-Mujàhid Shirkuh (II) ibn al-Qàhir que va demanar ajut a adh-Dhàhir, les tropes del qual va ajudar a fer aixecar el setge. El 1209 al-Àdil va intentar conquerir els principats zengites i adh-Dhàhir, en un intent d'equilibri, va donar suport diplomàtic al senyor de Sindjar, ciutat que estava assetjada. Finalment la tensió entre al-Àdil i adh-Dhàhir es va arranjar amb el matrimoni entre el sobirà d'Alep i la filla d'al-Àdil, Dayfa Khàtun (1212); el primer fill del matrimoni fou un mascle nascut el 1213, que va portar el nom d'al-Aziz Muhammad; adh-Dhàhir el va declarar hereu (tot i que ja tenia un fill anomenat al-Màlik as-Saleh Salah ad-Din Àhmad ibn adh-Dhàhir nascut el 1203) el que va satisfer a al-Àdil. El 1213 els ismaïlites van assassinar Ramon, fill de Bohemon IV d'Antioquia; en revenja aquest va assetjar la ciutadella ismaïlita de Kawabi; els ismaïlites van demanar ajut a adh-Dhàhir que va acceptar enviar reforços a la guarnició i va fer un atac de diversió a Lataquia, però aquest destacament fou capturat pels antioquians; però Bohemon IV que considerava a adh-Dhàhir un aliat, no va voler la guerra i va acceptar alliberar els presoners i ajustar la pau.
Els darrers anys es va ocupar de les construccions de fortificacions, edificis religiosos i aprovisionaments d'aigua (qanawat) Va afavorir el comerç singularment amb els venecians (que havien rebut privilegis el 1207/1208 per la importació de plata europea). Havia acollit també alguns erudits i funcionaris fugits d'Egipte que van desenvolupar la seva activitat a Alep. El 1216 els armenis de Lleó II van ocupar Antioquia. Poc després (8 d'octubre de 1216) va morir adh-Dhàhir després d'una greu malaltia. El va succeir el seu fill de tres anys al-Aziz Muhàmmad sota tutela del mameluc Xihab-ad-Din Toghrul (Dayfa Khàtun fou regent a la mort d'al-Aziz el novembre de 1236 en nom del seu net an-Nàssir Yússuf ibn al-Aziz).